# Phytobia subdiversata
Phytobia subdiversata är en tvåvingeart som beskrevs av Mitsuhiro Sasakawa 1996. Phytobia subdiversata ingår i släktet Phytobia och familjen minerarflugor. Inga underarter finns listade i Catalogue of Life.